# 丹阳市
丹阳市为中国江苏省下辖县级市，由镇江市代管，其综合竞争力2010年列江苏省县（市）的第八位，全国县（市）第十六位。市人民政府駐曲阿街道兰陵路8号。区域总面积为1,047.31平方公里。
丹阳建置始于战国时期，初为云阳邑。《山海经》中有一条河叫“丹水”，即丹江，根据“山水阴阳，水北为阳”的理论命名丹阳。

## 历史
早在新石器时代，丹阳境内就有人类活动。丹阳建置始于战国时期，初为云阳邑。公元前221年，秦始皇一统天下，实行郡县制，改云阳邑置云阳县。不久改为曲阿县。
新朝始建国元年（9年）改曲阿县为风美县。东汉初年复名曲阿县。東漢末年孫策和劉繇在此地發生戰爭。
东吴嘉禾三年（234年）改曲阿县为云阳县。西晋太康二年（281年）复名曲阿县。
唐天宝元年（742年）改润州为丹阳郡，改曲阿县为丹阳县，属丹阳郡。这也是今天的丹阳市第一次出现丹阳之名，唐以前此地从未属于丹阳郡，而是历属会稽郡、吴郡、毗陵郡、江都郡等。乾元元年（758年）改丹阳郡为润州，丹阳县仍属润州，丹阳之名逐渐专指此地。
民国元年（1912年）丹阳县直属江苏省。1949年4月下旬，渡江战役开始，4月23日，中国人民解放军占领丹阳县全境。同年建镇江专区，丹阳县隶之。1958年9月改镇江专区为常州专区，丹阳县属常州专区。1959年9月又改常州专区为镇江专区。1983年实行市管县后，丹阳县属镇江市。1987年12月，丹阳撤县设市，为丹阳市。

## 地理

### 区位
丹阳的地理位置优越，地处长江下游南岸，江苏省南部，东距上海200公里，西距南京68公里。所辖区域位于东经119°24′～119°54′，北纬30°45′～32°10′，其南北长44公里，东西宽32.5公里。东邻常州市新北区及武进区，南接常州市金坛区，西、北部毗邻镇江市丹徒区，东北隔长江夹江与扬中市相望。
全市总面积1047平方公里，其中陆地面积850.2平方公里，占总面积的81.2%；水域面积196.8平方公里，占18.8%。在全市陆地面积中，平原6.12万公顷，占陆地的72% ；低山丘陵岗地2.38万公顷，占28%。2002年底，全市耕地面积5.69万公顷，其中农田保护区5.38万公顷。

### 地貌
丹阳地势由西北向东南逐渐降低。九曲河以北、京杭大运河以东是宁镇丘陵余脉的低山丘陵岗地，多低山丘陵，低山群中最高峰为水晶山，主峰海拔166米；西南接近茅山山麓。其余地区以平原为主，地形低平，一般在海拔7米左右，属太湖平原最北端。

### 气候
丹阳市为典型的亚热带季风气候。

## 行政区划
丹阳市下辖2个街道办事处、10个镇：
云阳街道、曲阿街道、司徒镇、延陵镇、珥陵镇、导墅镇、皇塘镇、吕城镇、陵口镇、访仙镇、界牌镇和丹北镇。

## 人口
根据第七次全国人口普查数据显示，截至2020年11月1日零时，丹阳市常住人口为988900人，占镇江市的30.8%。

## 交通

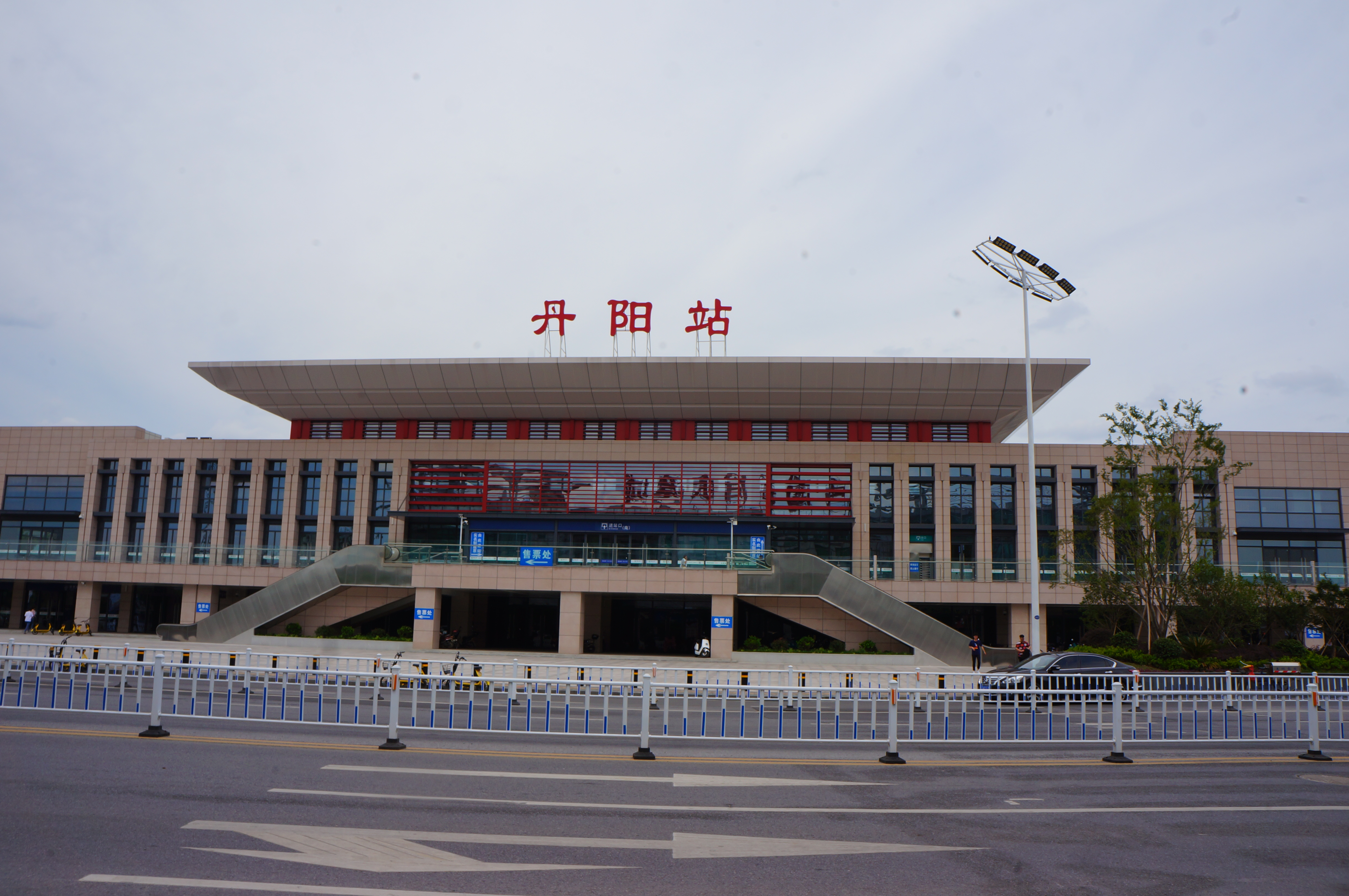
丹阳火车站

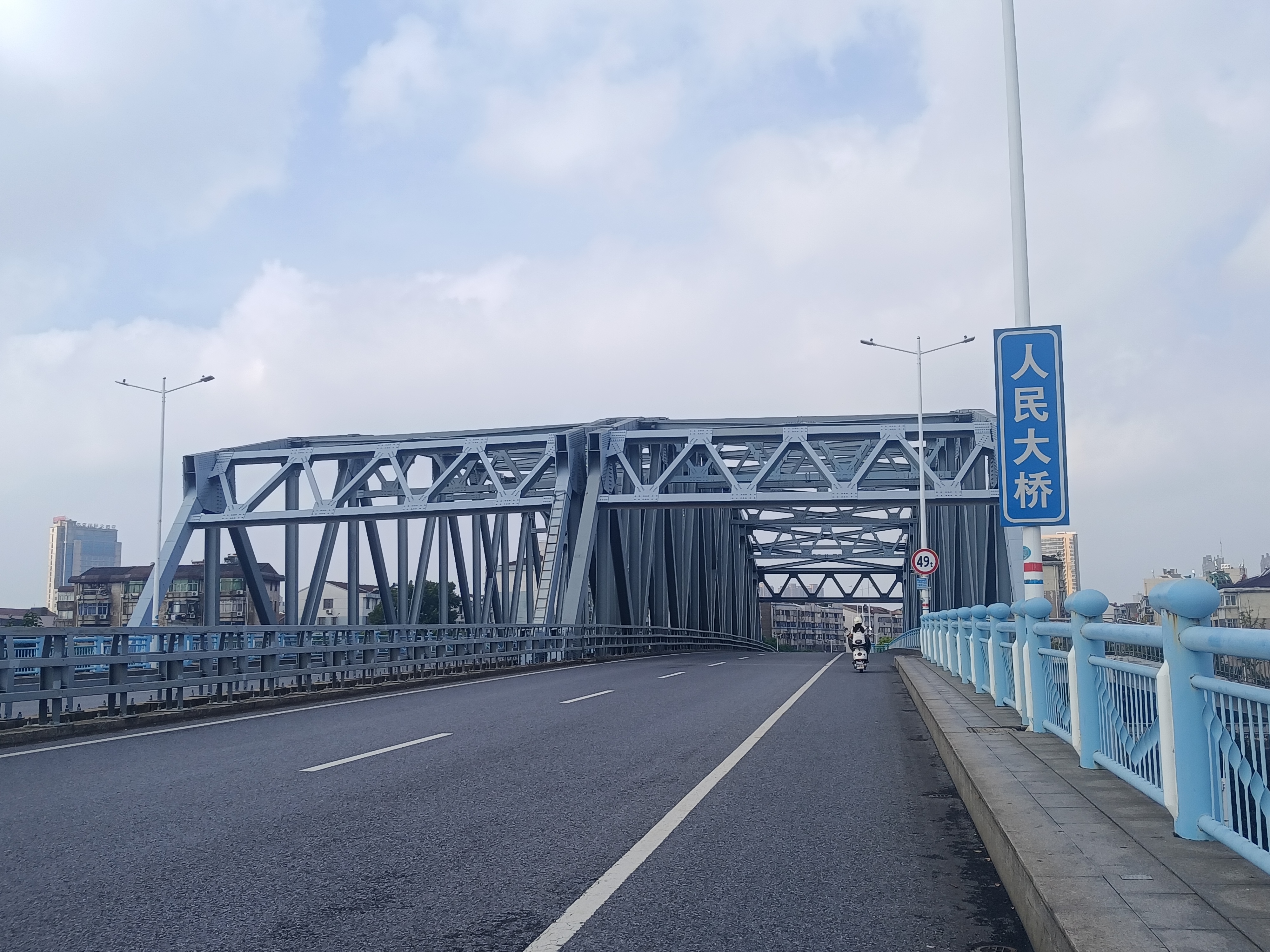
京杭大运河丹阳人民大桥

丹阳全市已形成了铁路、公路、水路、航空、港口综合交通运输体系。
- 铁路：京沪铁路横贯市区，设丹阳站（南广场），沪宁城际铁路设丹阳站北广场，南北广场贯通。京沪高速铁路在丹阳前艾境内设丹阳北站。
- 公路： 沪宁高速公路、 233国道、 312国道、 346国道、 122省道、 338省道等是通过公路出入丹阳的主要干道，五峰山过江通道以及泰州长江大桥将使得位于丹阳东北的工业重镇成为交通枢纽；
- 水运：京杭大运河纵贯丹阳，九曲河是向北通往长江的又一出口，丹金溧漕河曾是主要的漕运河道之一；对外开放的长江第三大港──大港港口离市区18公里。
- 航空：常州奔牛国际机场部分位于吕城镇境内；西距南京禄口国际机场80公里，东距上海虹桥机场、浦东国际机场2小时车程，班机直航世界各地。

## 自然资源

### 水资源
- 地表水：全市共有河道96条，计长464公里，其中以京杭运河、九曲河、丹溧漕河、鹤溪河等为主脉，沟通全市水系，形成全市水系网络，为水资源的蓄、引、提、调、排发挥巨大作用。另有大小水库9座，库容688万立方米；大小塘泊近万个，蓄水1500万立方米。
- 过境水：水资源丰富，北可引长江水，西和西南有句容、丹徒的客水。可利用过境水主要是长江水，沿江有主要引排涵闸10余座，引排流量500多立方米/秒，每年可引水5亿立方米左右。
- 地下水：一般在200米～300米深处，部分地下浅层在30米～100米处。地下水储藏量约4亿立方米，可供开采量约1.2亿立方米/年。目前因地表水丰富，地下水极少利用。

### 矿产资源
主要集中在北部低山丘陵区。金属矿种主要有铁、锰、方铅，但质低量少。非金属矿种主要有石英、陶土、泥炭、煤炭、砾石、斧劈、奇石、白云质灰岩和石灰岩，其中斧劈和奇石质量优良，蕴藏量达亿万吨。斧劈石产于中国较多地区，犹以江苏丹阳、武进的斧劈石在盆景界最为有名。

## 文物古迹
丹阳是南齐高帝萧道成、南梁武帝萧衍两代开国皇帝的故里，历史文化底蕴丰厚，名胜古迹众多，古有云阳八景、延陵八景、经山崇教寺八景、练湖二十四景、七峰山房等。享有“江南文物之邦”盛誉。
今遗存的南朝齐梁帝王陵墓共有12座，三国吴帝王陵墓1座。其中南朝齐梁帝王陵墓的永安陵石刻、景安陵石刻、修安陵石刻、兴安陵石刻、金王陈佚名陵石刻、郁林王陵石刻、海陵王陵石刻、建陵石刻、修陵石刻、庄陵石刻、陵口石刻11处、26件，均被列为全国重点文物保护单位。
被列为江苏省文物保护单位的有江南第一梵钟——唐中和铜钟、唐朝延陵季子墓碑及碑亭、总前委旧址、华东局与华东军区旧址4处(件)。
被列为镇江市文物保护单位的有三国吴孙坚墓高陵、新四军江南指挥部与中共京(宁)沪线路北特委旧址、近月轩惨案旧址、贺甲战斗旧址、新丰战斗旧址5处。
被列为丹阳市文物保护单位的有陀罗尼经幢、石曼卿神道碑、开泰桥、通泰桥、宋朝玉乳泉井、明朝万善塔等55处。
其他还有古文化遗址多处，并从中发掘大量历史文物，其中有良渚文化遗物——黑陶弧腹罐、新石器时代晚期遗物——黑陶宽把盖杯、湖熟文化遗物——鬲、马家浜文化遗物——腰沿釜、西周青铜凤纹尊等。其文物古迹级别之高，数量之多，为全省乃至全国县邑所罕见。

## 语言
丹阳处于吳語和官話两大方言区的交界地，历来有“吴头楚尾”之称。就全市而言，本地人称“四门十八腔”，东乡人也往往听不懂西乡人的话，其方言之奇特在全中国亦不多见。

## 历代名人
丹阳是南齐、南梁皇帝的故里。自三国以来，丹阳曾出过宰相27人，皇太后、皇后5人；唐至清代出状元2人，进士231人。
近现代以来，丹阳孕育了上海复旦大学创始人马相伯，著名教育家戴伯韬，著名书画家、美术教育家吕凤子，语言学泰斗吕叔湘、教育家匡亚明。

## 经济
丹阳经济较为发达，经济综合实力居江苏省十强县（市）第8位，经济基本竞争力一直位居全国百强县（市）前50以内。产业特色鲜明，形成了以眼镜、五金工具、汽车零部件、木业、医疗器械、电子元器件等为主业的一系列规模企业，其中有天工，丹化，鱼跃，大亚，沃德，恒宝、利华等7家境内外上市企业。

## 教育
丹阳市民重视教育，因此成就了良好的教育氛围和较高的教育水平。
主要学校：江苏省丹阳高级中学、南京师范大学中北学院、丹阳师范学校、吕叔湘中学、丹阳市第五中学、丹阳市第六中学、丹阳市第八中学、丹阳市实验中学、丹阳市实验小学等。

## 特产
丹阳黄酒：中国地理标志产品。